# Willem Christiaan de Crane
Willem Christiaan de Crane, né le 4 novembre 1745 à Biezelinge et mort le 23 juin 1816 à La Haye, est un homme politique néerlandais.

## Biographie
Le 10 mars 1796, Crane est élu député de Zierikzee à la première assemblée nationale batave. Modéré, il n'est pas réélu lors du renouvellement de l'assemblée en août 1797. Il siège ensuite au corps législatif batave entre le 31 juillet 1798 et le 31 mars 1810, en tant que représentant la Zélande. Louis Bonaparte en fait un chevalier de l'ordre de l'Union.